# Egyiptom az 1996. évi nyári olimpiai játékokon
Egyiptom az egyesült államokbeli Atlantában megrendezett 1996. évi nyári olimpiai játékok egyik részt vevő nemzete volt. Az országot az olimpián 8 sportágban 29 sportoló képviselte, akik érmet nem szereztek.

## Birkózás
Kötöttfogású
| Versenyző               | Versenyszám | 32-es főtábla             | Nyolcaddöntő      | Negyeddöntő       | Elődöntő          | Vigaszág 2. kör                 | Vigaszág 3. kör        | Vigaszág 4. kör   | Vigaszág 5. kör   | Vigaszág 6. kör   | Bronz- mérkőzés   | Döntő             | Helyezés |
| Versenyző               | Versenyszám | Ellenfél Eredmény         | Ellenfél Eredmény | Ellenfél Eredmény | Ellenfél Eredmény | Ellenfél Eredmény               | Ellenfél Eredmény      | Ellenfél Eredmény | Ellenfél Eredmény | Ellenfél Eredmény | Ellenfél Eredmény | Ellenfél Eredmény | Helyezés |
| ----------------------- | ----------- | ------------------------- | ----------------- | ----------------- | ----------------- | ------------------------------- | ---------------------- | ----------------- | ----------------- | ----------------- | ----------------- | ----------------- | -------- |
| Moustafa Ramada Hussain | 90 kg       | Maik Bullmann (GER) · 0–3 |                   |                   |                   | Abdel Aziz Essafoui (MAR) · 4–0 | Marek Švec (CZE) · 4–8 | kiesett           | kiesett           | kiesett           | kiesett           |                   | 14.      |

## Cselgáncs
Férfi
| Versenyző          | Versenyszám  | Selejtező         | 32-es főtábla             | Nyolcaddöntő      | Negyeddöntő       | Elődöntő          | Vigaszág első kör | Vigaszág negyeddöntő | Vigaszág elődöntő | Bronz- mérkőzés   | Döntő             | Helyezés |
| Versenyző          | Versenyszám  | Ellenfél Eredmény | Ellenfél Eredmény         | Ellenfél Eredmény | Ellenfél Eredmény | Ellenfél Eredmény | Ellenfél Eredmény | Ellenfél Eredmény    | Ellenfél Eredmény | Ellenfél Eredmény | Ellenfél Eredmény | Helyezés |
| ------------------ | ------------ | ----------------- | ------------------------- | ----------------- | ----------------- | ----------------- | ----------------- | -------------------- | ----------------- | ----------------- | ----------------- | -------- |
| Bassel El-Gharbawy | Félnehézsúly | erőnyerő          | Raymond Stevens (GBR) · V | kiesett           | kiesett           | kiesett           |                   |                      |                   |                   |                   | 21.      |

Női
| Versenyző  | Versenyszám | Selejtező         | Nyolcaddöntő             | Negyeddöntő               | Elődöntő          | Vigaszág első kör | Vigaszág negyeddöntő      | Vigaszág elődöntő | Bronz- mérkőzés   | Döntő             | Helyezés |
| Versenyző  | Versenyszám | Ellenfél Eredmény | Ellenfél Eredmény        | Ellenfél Eredmény         | Ellenfél Eredmény | Ellenfél Eredmény | Ellenfél Eredmény         | Ellenfél Eredmény | Ellenfél Eredmény | Ellenfél Eredmény | Helyezés |
| ---------- | ----------- | ----------------- | ------------------------ | ------------------------- | ----------------- | ----------------- | ------------------------- | ----------------- | ----------------- | ----------------- | -------- |
| Heba Hefny | Nehézsúly   | erőnyerő          | Heidi Burnett (AUS) · GY | Beata Maksymowa (POL) · V |                   |                   | Christine Cicot (FRA) · V | kiesett           | kiesett           |                   | 9.       |

## Evezés
Férfi
| Versenyző   | Versenyszám  | Előfutam | Előfutam | Vigaszág | Vigaszág | Elődöntő | Elődöntő | Elődöntő | Döntő | Döntő   | Döntő | Helyezés |
| Versenyző   | Versenyszám  | Idő      | Hely.    | Idő      | Hely.    | Típus    | Idő      | Hely.    | Típus | Idő     | Hely. | Helyezés |
| ----------- | ------------ | -------- | -------- | -------- | -------- | -------- | -------- | -------- | ----- | ------- | ----- | -------- |
| Ali Ibráhím | Egypárevezős | 7:41,17  | 3.       | 7:45,64  | 2.       | A/B      | 7:22,43  | 4.       | B     | 6:52,11 | 2.    | 8.       |

## Kézilabda

### Férfi
| Egyiptomi férfi kézilabdacsapat-játékoskeret                                                                                       | Egyiptomi férfi kézilabdacsapat-játékoskeret |
| --- | --- |
| - Ahmed El-Awady - Ahmed El-Attar - Ahmed Ali - Hosam Abdallah - Mahmoud Soliman - Gohar Mohamed - Yasser Mahmoud - Khaled Mahmoud | - Ayman El-Alfy - Mohamed Bakir El-Nakib - Amro El-Geioushy - Ashraf Mabrouk Awaad - Ayman Abdel Hamid Soliman - Ahmed Belal - Saber Hussein - Sameh Abdel Waress |

#### Eredmények
Csoportkör
A csoport
| Csapat              | M | Gy | D | V | G+  | G–  | Gk  | P |
| ------------------- | - | -- | - | - | --- | --- | --- | - |
| Franciaország (FRA) | 5 | 4  | 0 | 1 | 145 | 114 | +31 | 8 |
| Spanyolország (ESP) | 5 | 4  | 0 | 1 | 114 | 97  | +17 | 8 |
| Egyiptom (EGY)      | 5 | 3  | 0 | 2 | 113 | 103 | +10 | 6 |
| Németország (GER)   | 5 | 3  | 0 | 2 | 121 | 112 | +9  | 6 |
| Algéria (ALG)       | 5 | 0  | 1 | 4 | 95  | 117 | –22 | 1 |
| Brazília (BRA)      | 5 | 0  | 1 | 4 | 100 | 145 | –45 | 1 |

| 1996. július 24. 16:15 | Egyiptom (EGY) | 19–16  | Algéria (ALG) | Játékvezetők: Per Elbrond, Kjeld Lovqvist (DEN) |
| 1996. július 24. 16:15 | El-Geioushy 8  | (12–7) | Saïdi 5       | Játékvezetők: Per Elbrond, Kjeld Lovqvist (DEN) |
| 1996. július 24. 16:15 |                |        |               | Játékvezetők: Per Elbrond, Kjeld Lovqvist (DEN) |

| 1996. július 25. 19:00 | Brazília (BRA) | 20–31   | Egyiptom (EGY) | Játékvezetők: Mohammad al Houli, Khalaf Alenezi (KUW) |
| 1996. július 25. 19:00 | Barros 5       | (10–15) | Abdel Waress 6 | Játékvezetők: Mohammad al Houli, Khalaf Alenezi (KUW) |
| 1996. július 25. 19:00 |                |         |                | Játékvezetők: Mohammad al Houli, Khalaf Alenezi (KUW) |

| 1996. július 27. 16:15 | Németország (GER) | 22–24  | Egyiptom (EGY) | Játékvezetők: Valter Dancescu, Ion Mateescu (ROU) |
| 1996. július 27. 16:15 | Schwalb 6         | (9–11) | El-Attar 5     | Játékvezetők: Valter Dancescu, Ion Mateescu (ROU) |
| 1996. július 27. 16:15 |                   |        |                | Játékvezetők: Valter Dancescu, Ion Mateescu (ROU) |

| 1996. július 29. 10:00 | Egyiptom (EGY) | 20–25  | Franciaország (FRA) | Játékvezetők: Bjorn Hogsnes, Svein Oeie (NOR) |
| 1996. július 29. 10:00 | Soliman 5      | (9–12) | Lathoud 8           | Játékvezetők: Bjorn Hogsnes, Svein Oeie (NOR) |
| 1996. július 29. 10:00 |                |        |                     | Játékvezetők: Bjorn Hogsnes, Svein Oeie (NOR) |

| 1996. július 31. 10:00 | Egyiptom (EGY) | 19–20  | Spanyolország (ESP) | Játékvezetők: Feliksas Gedvilas, Grigorij Guterman (LTU) |
| 1996. július 31. 10:00 | Soliman 6      | (8–11) | Urdiales 8          | Játékvezetők: Feliksas Gedvilas, Grigorij Guterman (LTU) |
| 1996. július 31. 10:00 |                |        |                     | Játékvezetők: Feliksas Gedvilas, Grigorij Guterman (LTU) |

Az 5. helyért
| 1996. augusztus 2. 19:00 | Egyiptom (EGY) | 26–29   | Oroszország (RUS) | Játékvezetők: Silvino Gallego Santos, Victor Lamas Perez (ESP) |
| 1996. augusztus 2. 19:00 | El-Attar 10    | (11–15) | Gopin 6           | Játékvezetők: Silvino Gallego Santos, Victor Lamas Perez (ESP) |
| 1996. augusztus 2. 19:00 |                |         |                   | Játékvezetők: Silvino Gallego Santos, Victor Lamas Perez (ESP) |

| Csapat         | Helyezés |
| -------------- | -------- |
| Egyiptom (EGY) | 6.       |

## Ökölvívás
| Versenyző              | Versenyszám     | Selejtező                    | Nyolcaddöntő            | Negyeddöntő       | Elődöntő          | Döntő             | Helyezés |
| Versenyző              | Versenyszám     | Ellenfél Eredmény            | Ellenfél Eredmény       | Ellenfél Eredmény | Ellenfél Eredmény | Ellenfél Eredmény | Helyezés |
| ---------------------- | --------------- | ---------------------------- | ----------------------- | ----------------- | ----------------- | ----------------- | -------- |
| Salim Kbary            | Középsúly       | Ariel Hernández (CUB) · 2–11 | kiesett                 | kiesett           | kiesett           | kiesett           | 17.      |
| Mahmoud Khalifa        | Félnehézsúly    | Freddy Rojas (CUB) · 9–20    | kiesett                 | kiesett           | kiesett           | kiesett           | 17.      |
| Moustafa Amrou Mahmoud | Nehézsúly       | Igor Ksinyin (RUS) · 4–17    | kiesett                 | kiesett           | kiesett           | kiesett           | 17.      |
| Said Ahmed Ahmed       | Szupernehézsúly | erőnyerő                     | René Monse (GER) · 9–12 | kiesett           | kiesett           | kiesett           | 9.       |

## Sportlövészet
Férfi
| Versenyző        | Versenyszám | Selejtező | Selejtező | Döntő   | Döntő    |
| Versenyző        | Versenyszám | Pont      | Helyezés  | Pont    | Helyezés |
| ---------------- | ----------- | --------- | --------- | ------- | -------- |
| Mohamed Khorshed | Skeet       | 113       | 45.*      | kiesett | kiesett  |
| Moustafa Hamdy   | Skeet       | 112       | 49.*      | kiesett | kiesett  |

* - három másik versenyzővel azonos eredményt ért el

## Súlyemelés
| Versenyző       | Versenyszám | Szakítás | Szakítás | Lökés    | Lökés    | Összesen | Helyezés |
| Versenyző       | Versenyszám | Eredmény | Helyezés | Eredmény | Helyezés | Összesen | Helyezés |
| --------------- | ----------- | -------- | -------- | -------- | -------- | -------- | -------- |
| Tharwat Bendary | 99 kg       | 167,5    | 12.*     | 205,0    | 10.*     | 372,5    | 11.      |

* - egy másik versenyzővel azonos eredményt ért el

## Úszás
Férfi
| Versenyző          | Versenyszám    | Előfutam | Előfutam | Előfutam | Döntő   | Döntő   | Döntő   | Helyezés |
| Versenyző          | Versenyszám    | Idő      | Hely.    | Össz.    | Típus   | Idő     | Hely.   | Helyezés |
| ------------------ | -------------- | -------- | -------- | -------- | ------- | ------- | ------- | -------- |
| Tamer Hamed Zinhom | 50 m gyors     | 24,02    | 5.       | 47.      | kiesett | kiesett | kiesett | kiesett  |
| Tamer Hamed Zinhom | 100 m gyors    | 52,16    | 8.       | 47.      | kiesett | kiesett | kiesett | kiesett  |
| Tamer Hamed Zinhom | 100 m pillangó | 56,46    | 8.       | 46.*     | kiesett | kiesett | kiesett | kiesett  |

Női
| Versenyző     | Versenyszám | Előfutam | Előfutam | Előfutam | Döntő   | Döntő   | Döntő   | Helyezés |
| Versenyző     | Versenyszám | Idő      | Hely.    | Össz.    | Típus   | Idő     | Hely.   | Helyezés |
| ------------- | ----------- | -------- | -------- | -------- | ------- | ------- | ------- | -------- |
| Rania El-Wani | 50 m gyors  | 26,26    | 6.       | 18.      | kiesett | kiesett | kiesett | kiesett  |
| Rania El-Wani | 100 m gyors | 56,89    | 6.       | 19.      | kiesett | kiesett | kiesett | kiesett  |
| Rania El-Wani | 200 m gyors | 2:06,94  | 5.       | 34.      | kiesett | kiesett | kiesett | kiesett  |

* - egy másik versenyzővel azonos eredményt ért el